# I. e. 359
Évszázadok: i. e. 5. század – i. e. 4. század – i. e. 3. század
Évtizedek: i. e. 400-as évek – i. e. 390-es évek – i. e. 380-as évek – i. e. 370-es évek – i. e. 360-as évek – i. e. 350-es évek – i. e. 340-es évek – i. e. 330-as évek – i. e. 320-as évek – i. e. 310-es évek – i. e. 300-as évek
Évek: i. e. 364 – i. e. 363 – i. e. 362 – i. e. 361 –  i. e. 360 – i. e. 359 – i. e. 358 – i. e. 357 – i. e. 356 – i. e. 355 – i. e. 354

## Események

### Görögország
- Az illírek döntő vereséget mérnek Makedóniára, III. Perdikkasz király is elesik a csatában. Utóda kiskorú fia, IV. Amüntasz, aki helyett nagybátyja (Perdikkasz öccse), II. Philipposz veszi át a kormányzást régensként, de még ebben az évben királlyá kiáltja ki magát. Az állam az összeomlás szélére kerül, keleti részét szabadon dúlják a trákok és a paióniaiak; két, idegen hatalmak által támogatott trónkövetelő is jelentkezik. Philipposz adófizetés ígéretével leszereli a barbárokat, az athéniak által támogatott Argaioszt pedig legyőzi.

### Róma
- Rómában consulok: Marcus Popillius Laenas és Gnaeus Manlius Capitolinus Imperiosus.

## Születések
- III. Philipposz, makedón király

## Halálozások
- III. Perdikkasz, makedón király

## Fordítás
- Ez a szócikk részben vagy egészben  a(z)   359 BC című angol Wikipédia-szócikk ezen változatának fordításán alapul.  Az eredeti cikk szerkesztőit annak laptörténete sorolja fel. Ez a jelzés csupán a megfogalmazás eredetét és a szerzői jogokat jelzi, nem szolgál a cikkben szereplő információk forrásmegjelöléseként.